# Go Soo-hee
Go Soo hee (18 de julio de 1976) es una actriz surcoreana de cine y televisión.

## Filmografía

### Películas
| Año  | Título en inglés             | Título en coreano                | Papel                       |
| ---- | ---------------------------- | -------------------------------- | --------------------------- |
| 2000 | Barking Dogs Never Bite      | 플란다스의 개                    | Yoon Jang-mi/Fatso          |
| 2001 | Amaranth (cortometraje)      | 아마란스 (야생의 잠)             | mujer obesa                 |
| 2002 | R U Ready?                   | 아 유 레디?                      | Big Mom                     |
| 2002 | Four-letter Words            | 사자성어                         | Soo-hee                     |
| 2004 | Influenza (cortometraje)     | 인플루엔자                       | mujer                       |
| 2005 | The Red Shoes                | 분홍신                           | Kim Mi-hee                  |
| 2005 | Sympathy for Lady Vengeance  | 친절한 금자씨                    | Ma-nyeo ("Witch")           |
| 2005 | You Are My Sunshine          | 너는 내 운명                     | Hwang Yu-sun                |
| 2006 | The Host                     | 괴물                             | enfermera                   |
| 2006 | No Mercy for the Rude        | 예의없는 것들                    | Hiccup                      |
| 2006 | Swellfish (cortometraje)     | 상징적 그녀                      | Soo-hee                     |
| 2007 | Voice of a Murderer          | 그놈 목소리                      | Cha Soo-hee                 |
| 2007 | Beyond the Years             | 천년학                           | esposa de Yong-taek         |
| 2008 | Heartbreak Library           | 그 남자의 책 198쪽               | Profesora Paeng             |
| 2009 | The Sword with No Name       | 불꽃처럼 나비처럼                | So-hee                      |
| 2009 | Just Friends? (cortometraje) | 친구 사이?                       | propietaria del restaurante |
| 2010 | Sweet (cortometraje)         | 맛있는 상상                      |                             |
| 2011 | Sunny                        | 써니                             | Kim Jang-mi                 |
| 2011 | Themselves                   | 바다                             | Soo-hee                     |
| 2012 | Sex, Lies, and Videotape     | 섹스 거짓말 그리고 비디오 테이프 | cuñada                      |
| 2012 | Jade Sorrow ((cortometraje)) | 옥빛 슬픔                        |                             |
| 2014 | Tazza: The Hidden Card       | 타짜: 신의 손                    | Madame Song                 |

### Series
| Año  | Título en inglés          | Título en coreano | Papel                                                   | Ref.  |
| ---- | ------------------------- | ----------------- | ------------------------------------------------------- | ----- |
| 1998 | I Want to Keep Seeing You | 자꾸만 보고 싶네  | Han Mi-hyang                                            |       |
| 2001 | Lovers                    | 연인들            |                                                         |       |
| 2009 | Ja Myung Go               | 자명고            | Mo Yang-hye                                             |       |
| 2009 | No Limit                  | 맨땅에 헤딩       | Heo Sook-hee                                            |       |
| 2010 | Harvest Villa             | 위기일발 풍년빌라 | Kim Choo-ja                                             |       |
| 2010 | The Miracle of Love       | 사랑의 기적       | Eun-sook                                                |       |
| 2012 | God of War                | 무신              |                                                         |       |
| 2012 | Fashion King              | 패션왕            | empleada en la fábrica de Kang Young-gul                |       |
| 2012 | Big                       | 빅                | Lee Kyung-mi                                            |       |
| 2012 | To the Beautiful You      | 아름다운 그대에게 | mujer en la cafetería de la escuela (cameo, episodio 2) |       |
| 2012 | Maybe Love                | 사랑했나봐        |                                                         |       |
| 2013 | The Queen of Office       | 직장의 신         | Choi Da-sung                                            |       |
| 2013 | Adolescence Medley        | 사춘기 메들리     | madre de Choi Jung-woo                                  |       |
| 2015 | Angry Mom                 | 앵그리맘          | Han Gong-joo                                            |       |
| 2015 | Beloved Eun-dong          | 사랑하는 은동아   | Park Jung-eun (cameo)                                   |       |
| 2015 | Cheer Up!                 | 발칙하게 고고     | Choi Hyun-mi                                            |       |
| 2015 | Secret Message            | 시크릿 메세지     | fisiognomista                                           |       |
| 2016 | My Little Baby            | 마이 리틀 베이비  | Kang Yoon Sook                                          |       |
| 2018 | Witch's Love              | 마녀의 사랑       | Jo Aeng Doo                                             |       |
| 2020 | Lies of Lies              | 거짓말의 거짓말   |                                                         |       |
| 2024 | Cautivar a un rey         | 세작, 매혹된 자들 | Jeom Yi-ne                                              | [ 3 ] |

### Espectáculo de variedades
| Año  | Título en inglés                            | Título en coreano             | Papel          |
| ---- | ------------------------------------------- | ----------------------------- | -------------- |
| 2022 | Sisters Run - Witch Fitness Basketball Club | 언니들이 뛴다-마녀체력 농구부 | miembro        |
| 2013 | Talk Club Actors                            | 토크클럽 배우들               | Copresentadora |